# يوم السلان
يوم السلان هو أحد أيام العرب في الجاهلية، قيل كان بنو عامر بن صعصعة حمسا، والحمس متشددون في دينهم.

## أسباب المعركة
كانت عامر أيضا لقاحا لا يدينون للملوك. فلما ملك النعمان بن المنذر ملكه كسرى أبرويز، وكان يجهز كل عام لطيمة، وهي التجارة، لتباع بعكاظ، فعرضت بنو عامر  لبعض ما جهزه فأخذوه. فغضب لذلك النعمان وبعث إلى أخيه لأمه، وهو وبرة بن رومانس الكلبي، وبعث إلى صنائعه ووضائعه، والصنائع من كان يصطنعه من العرب ليغزيه، والوضائع هم الذين كانوا شبه المشايخ، وأرسل إلى بني ضبة بن أد وغيرهم من الرباب وتميم فجمعهم، فأجابوه فأتاه ضرار بن عمرو الضبي في تسعة من بنيه كلهم فوارس ومعه حبيش بن دلف، وكان فارسا شجاعا، فاجتمعوا في جيش عظيم، فجهز النعمان معهم عيرا وأمرهم بتسييرها وقال لهم : إذا  فرغتم من عكاظ وانسلخت الحرم ورجع كل قوم إلى بلادهم، فاقصدوا بني عامر فإنهم قريب بنواحي السلان. فخرجوا وكتموا أمرهم وقالوا : خرجنا لئلا يعرض أحد للطيمة الملك.

## التجهيز للمعركة
فلما فرغ الناس من عكاظ علمت قريش بحالهم، فأرسل عبد الله بن جدعان قاصدا إلى بني عامر يعلمهم الخبر، فسار إليهم وأخبرهم خبرهم فحذروا وتهيأوا للحرب وتحرزوا ووضعوا العيون، وعاد عامر عليهم عامر بن مالك ملاعب الأسنة.

## يوم المعركة
وأقبل الجيش فالتقوا بالسلان فاقتتلوا قتالا شديدا. فبينا هم يقتتلون إذ نظر يزيد بن عمرو بن خويلد الصعق إلى وبرة بن رومانس أخي النعمان فأعجبه هيئته، فحمل عليه فأسره. فلما صار في أيديهم هم الجيش بالهزيمة، فنهاهم ضرار بن عمرو الضبي وقام بأمر الناس فقاتل هو وبنوه قتالا شديدا، فلما رآه أبو براء عامر بن مالك وما يصنع ببني عامر هو وبنوه حمل عليه، وكان أبو براء رجلا شديد الساعد. فلما حمل على ضرار اقتتلا، فسقط ضرار إلى الأرض وقاتل عليه بنوه حتى خلصوه وركب، وكان شيخا، فلما ركب قال : " من سره بنوه ساءته نفسه "، فذهبت مثلا. يعني من سره بنوه إذا صاروا رجالا كبر وضعف فساءه ذلك. وجعل أبو براء يلح على ضرار طمعا في فدائه، وجعل بنوه يحمونه. فلما رأى ذلك أبو براء قال له : لتموتن أو لأموتن دونك فأحلني على رجل له فداء، فأومأ ضرار إلى حبيش بن دلف وكان سيدا، فحمل عليه أبو براء فأسره، وكان حبيش أسود نحيفا دميما، فلما رآه كذلك ظنه عبدا وأن ضرارا خدعه، فقال : إنا لله أعزز سائر القوم، ألا في الشؤم وقعت ! فلما سمعها حبيش منه خاف أن يقتله فقال : أيها الرجل إن كنت تريد اللبن، يعني الإبل، فقد أصبته. فافتدى نفسه بأربعمائة بعير وهزم جيش النعمان. فلما رجع الفل إليه أخبروه بأسر أخيه، وبقيام ضرار بأمر الناس، وما جرى له مع أبي براء، وافتدى وبرة بن رومانس نفسه بألف بعير وفرس من يزيد بن الصعق، فاستغنى يزيد، وكان قبله خفيف الحال.